# Christof Dierick
Christof Dierick (Stekene, 3 januari 1979) is een Belgisch voetbalscheidsrechter.

## Carrière
Christof Dierick debuteerde als scheidsrechter in januari 1995. In januari 2009 leidde hij zijn eerste wedstrijd in de Belgische eerste klasse.